# Onida
Onida is een plaats (city) in de Amerikaanse staat South Dakota, en valt bestuurlijk gezien onder Sully County.

## Demografie
Bij de volkstelling in 2000 werd het aantal inwoners vastgesteld op 740.
In 2006 is het aantal inwoners door het United States Census Bureau geschat op 664, een daling van 76 (-10,3%).

## Geografie
Volgens het United States Census Bureau beslaat de plaats een oppervlakte van
1,6 km², geheel bestaande uit land. Onida ligt op ongeveer 571 m boven zeeniveau.

## Plaatsen in de nabije omgeving
De onderstaande figuur toont nabijgelegen plaatsen in een straal van 36 km rond Onida.